# Scopula instructata
Scopula instructata là một loài bướm đêm trong họ Geometridae.